# Contea di Warrick
La contea di Warrick (in inglese Warrick County) è una contea dello Stato dell'Indiana, negli Stati Uniti. La popolazione al censimento del 2010 era di 59 689 abitanti. Il capoluogo di contea è Boonville.

## Comuni
- Boonville - city
- Chandler - town
- Elberfeld - town
- Lynnville - town
- Newburgh - town
- Tennyson - town

### Altre località
- Victoria - unincorporated community